# تيميكا جونسون
تيميكا جونسون (بالإنجليزية: Temeka Johnson)‏ مواليد 6 سبتمبر 1982 في نيو أورلينز، هي لاعبة كرة سلة أمريكية بدأت مسيرتها الاحترافية في سنة 2005. تم اختيارها من قبل فريق واشنطن ميستيكس خلال الدرافت وتحمل الرقم 24. فازت بلقب دوري المحترفات.

## المسيرة الاحترافية
لعبت مع واشنطن ميستيكس في سنة 2005، ثم لعبت مع بني يهودا في موسم 2005–2006، ثم لعبت مع لوس أنجلوس سباركس من سنة 2006 إلى 2008، ثم لعبت مع فينيكس ميركوري من سنة 2009 إلى 2011.

## روابط خارجية
- تيميكا جونسون على موقع الاتحاد الدولي لكرة السلة (الإنجليزية)
- تيميكا جونسون على موقع الاتحاد الوطني لكرة السلة النسائية (الإنجليزية)
- تيميكا جونسون على موقع كرة السلة الأوروبية.كوم (الإنجليزية)
- تيميكا جونسون على موقع كلية كرة السلة في سبورتس رفرنس.كوم (الإنجليزية)
- تيميكا جونسون على موقع بروبوليرز (الإنجليزية)
- تيميكا جونسون على موقع سبورتس رفرنس (الإنجليزية)